# Lelkievit
De lelkievit (Vanellus senegallus) behoort tot de familie van de kieviten en plevieren (Charadriidae). De naam suggereert dat dit de enige kievit met een lel is, maar de in Australië voorkomende maskerkievit heeft een vergelijkbare lel. De lelkievit komt voor in Sub-Saharisch Afrika.

## Herkenning
De vogel is gemiddeld 34 cm lang en weegt 197 tot 277 gram. Deze kievit is overwegend bruin gekleurd. In vlucht worden de zwarte slagpennen zichtbaar en een witte vleugelstreep. Opvallend aan deze kievit zijn de lange gele poten en de geel gekleurde lellen bij de snavel. Boven op de snavel is het lelletje rood, de snavel zelf is geel met een zwarte punt. Er zit een witte vlek op het voorhoofd. Bij jonge vogels is de lel nog onopvallend klein.

## Verspreiding en leefgebied
Deze soort komt wijdverspreid voor in Afrika en telt twee ondersoorten:
- Vanellus senegallus senegallus: van Senegal tot Nigeria, oostelijk tot Ethiopië en zuidelijk tot noordoostelijk Congo-Kinshasa en noordelijk Oeganda.
- Vanellus senegallus lateralis: van zuidelijk en oostelijk Congo-Kinshasa tot westelijk Kenia, zuidelijk naar noordelijk Namibië en oostelijk Zuid-Afrika.

De vogel komt voor in een groot aantal open landschapstypen, mits er korte vegetatie aanwezig is. Meestal in laagland maar in Oost-Afrika tot op 2200 m boven de zeespiegel. Het leefgebied bestaat uit moerassen, weilanden in de buurt van meren en rivieren, savanne, rijstvelden, afgebrande grasvlakten en vliegvelden. In Sierra Leone wordt deze kievit in gezelschap aangetroffen van de rouw- en sporenkievit zonder dat zij elkaar beconcurreren.

## Status
De grootte van de wereldpopulatie is niet gekwantificeerd. Men veronderstelt dat de soort in aantal stabiel is; de lelkievit staat daarom als niet bedreigd op de Rode Lijst van de IUCN.